# Tekovské Nemce
Tekovské Nemce (Hongaars: Garamnémeti) is een Slowaakse gemeente in de regio Nitra, en maakt deel uit van het district Zlaté Moravce.
Tekovské Nemce telt 1.054 inwoners.